# 梶本じゅん
梶本 じゅん（かじもと - 、1980年4月8日 - ）は、日本の俳優。血液型O型。身長186cm。体重68kg。

## 出演

### 映画
- こぼれる月（2003年）
- DEATH NOTE（2006年）

### テレビ
- 高校生の大逆襲（バラエティー）
- いのちの現場から5（ドラマ）
- 部長刑事（ドラマ）
- 次郎長背負い富士（ドラマ）
- 中居正広の金曜日のスマたちへ

### CM
- 徳島製粉 『金ちゃんラーメン』

### 舞台
- 『待合室』
- 『ヒーローMONO』
- 『また冬が来て』
- 『ネメシスの降りた町』
- 『龍馬よ、雲になりすませ』
- 『IZO』
- 『レインボーキッズ』
- 『とけながら降ちてきた雪』
- 『壬生で見た月』
- 『星は見ていた』